# あやせめる
あやせ める（Meru Ayase、1991年6月10日 - ）は、日本のAV女優。身長160cm 、スリーサイズは、B84（Dカップ）・W58・H83。血液型:O型。趣味･特技は、読書・料理・ジム通い。ロータスグループ所属。

## 略歴
新潟県出身。2010年7月に『新人NO.1STYLE 妖精少女 あやせめる』でAVデビュー。

## 作品

### アダルトビデオ
2010年
- 新人NO.1STYLE 妖精少女 あやせめる（7月19日、エスワン）
- 妖精美少女の敏感エッチ あやせめる（8月19日、エスワン）
- めると学校でエッチしよう（9月19日、エスワン）
- 敏感イキまくり少女 あやせめる（10月19日、エスワン）
- びしょ濡れ少女 大量潮吹き＆失禁FUCK（11月19日、エスワン）
- つるまん。 美少女パイパン折檻（12月19日、エスワン）

2011年
- 首都圏淫交 04（1月13日、プレステージ）
- ウチらやりすぎハメられ隊 2（1月25日、プレステージ）他4名出演
- 公衆の面前で自転車に犯される?これが限界ギリギリ露出街中潮吹き アクメ自転車がイクッ!! アクメ第9形態（2月5日、SODクリエイト）共演:葉山潤子
- 放課後わりきりバイト 31（2月25日、S級素人）
- みんな覗きたかった、体育の授業前に教室で着替えるクラスメイト 我慢できずにチ○ポはギンギン（5月7日、ヒビノ）共演:椎名ゆず ほか7名
- 育成日記 妹の美乳 14（5月15日、ケー・トライブ）
- あねもえ 優しい姉の温もりに抱かれて。Vol.3（6月15日、ケー・トライブ）共演:加藤なつみ
- MAD GAME 2ND 美尻編（8月11日、MAD）
- あねもえ 優しい姉の温もりに抱かれて。Vol.5（8月15日、ケー・トライブ）共演:愛乃
- kira☆kira BLACK GAL SPECIAL 黒ギャル病棟☆小悪魔ナース壮絶大乱交（11月19日、kira☆kira）共演:泉麻那、あざみねね、鈴木なつ、蒼井りんご

### バラエティビデオ
- かすみレディオ*9（2010年11月13日、つくばテレビ）共演：かすみ果穂、桜木凛、麻美ゆま、特典：ゆまの免許取得後初運転。収録後の挨拶＆果穂シコ。

### ラジオ番組
- 品川近視クリニックpresentsプレラジ（2010年、ラジオ日本）

### テレビ番組
- かすみレディオ（2010年9月、エンタ!371、ニコニコ生放送（ニコニコ動画））
- きしめぐ。 #7（2010年10月、エンタ!371）共演：希志あいの、藤浦めぐ